# Joachim Büchner
Pour les articles homonymes, voir Büchner.
Joachim « Jochen » Büchner (né le 8 avril 1905 à Altenburg et décédé le 22 février 1978 à Leverkusen) est un athlète allemand spécialiste du 400 mètres.

## Biographie

### Palmarès
| Date | Compétition           | Lieu        | Résultat | Épreuve    | Performance  |
| ---- | --------------------- | ----------- | -------- | ---------- | ------------ |
| 1928 | Jeux olympiques d'été | Amsterdam   | 3e       | 400 mètres | 48 s 2       |
| 1932 | Jeux olympiques d'été | Los Angeles | 4e       | 4 × 400 m  | 3 min 14 s 4 |

### Records
| Épreuve    | Performance | Lieu | Date |
| ---------- | ----------- | ---- | ---- |
| 400 mètres | 47 s 8      |      | 1928 |